# 银星勋章
银星勋章（Silver Star）是一项美军跨军种通用勋奖，它是美国联邦军事勋奖中等级最高的军事奖章，也是能够颁发给美国军队各军种第三高等级的，为了表彰面对敌人时的英勇行为的军事奖章。
银星勋章区别于服务十字勋章的特点在于英勇行为的等级较低，并且不要求获得者当时在一个责任重大的位置上（如战斗的指挥官）。
空军飞行员成为王牌飛行員（击落五架飞机或以上）后，就被认为满足了授予银星勋章的条件，因为这要求飞行员多次主动的冒着生命险，成功的在空战中击落敌机。
在第一次大战中因英勇行为获得嘉奖星的士兵可以申请将该标志更换为银星勋章。英勇单位集体嘉奖被认为是一个战斗单位等级的银星勋章。

## 历史

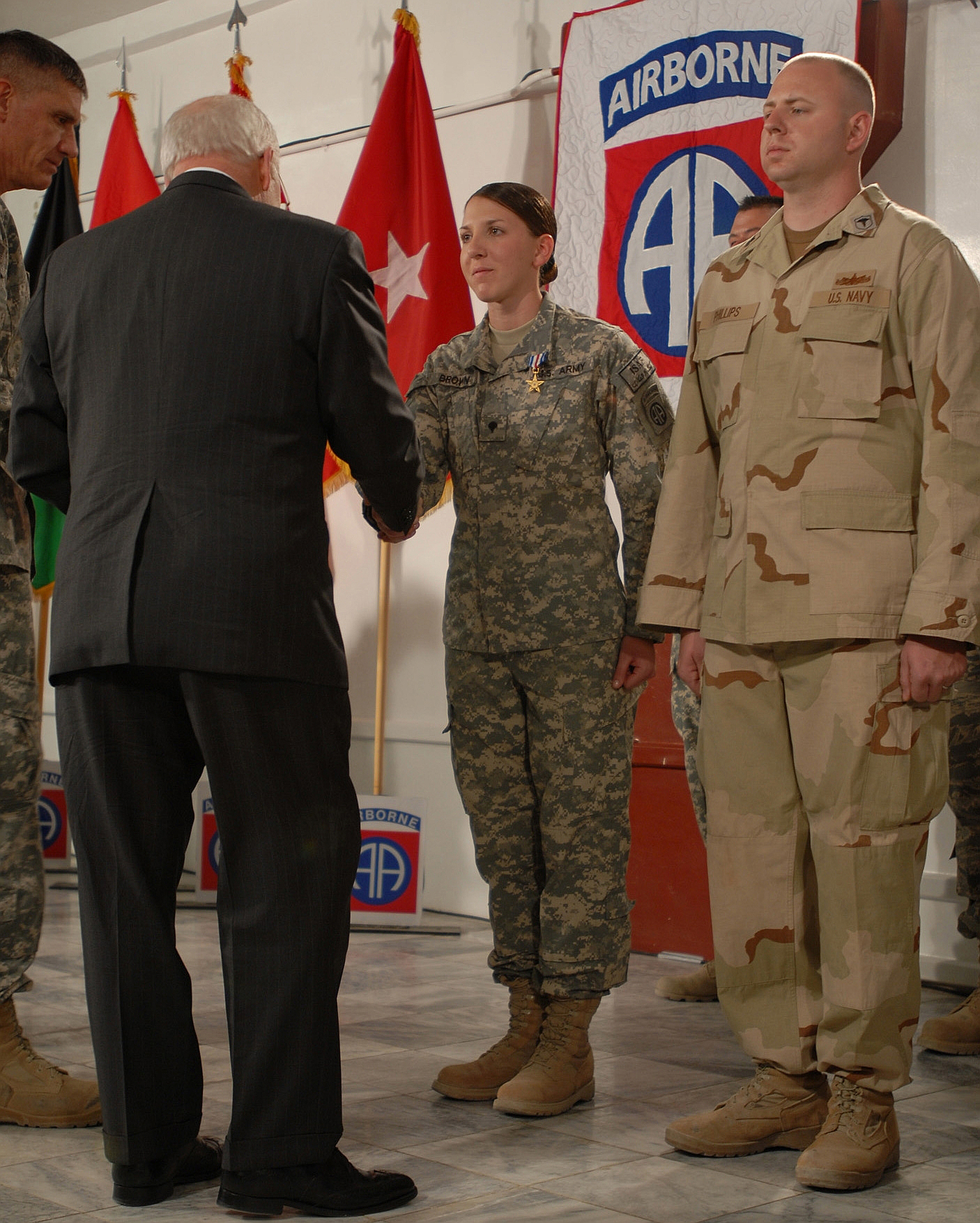
美国副总统迪克·切尼为莫尼卡·林·布朗颁发银星勋章

银星勋章的前身是1918年7月9日设立的嘉奖星。1932年7月19日，美国战争部下令以银星勋章取代一战时设立的嘉奖星。原先银色的嘉奖星现在成为了银星勋章中心的组成部分，而银星勋章的勋略则和一战前创立的功绩证章大体相同。
美国国会于1942年8月7日授权美国海军使用银星勋章，12月15日授权美国陆军使用银星勋章。现存关于银星勋章的规定位于美国法典的第十卷。
美国国防部没有保留银星勋章具体的授予记录。独立调查显示自从该勋章创立以来，大约授予了10万到15万枚。大卫·哈克沃思上校是被授予银星勋章次数最多的个人。他在朝鲜战争和越南战争期间，得到了十枚银星勋章，另外还有两枚杰出服役十字勋章。
银星勋章颁发给那些同美国敌人作战时表现出英勇行为，但未达到荣誉勋章，或是服务十字勋章（杰出服役十字勋章，海军十字勋章或空军十字勋章）授予条件的人。银星勋章也可以用来表彰任何军人，无论其在武装部队中担任何种职务，在如下行动中的实行的非凡的英勇行为：
- 面对美国敌人时的行为
- 与敌对外国势力的军事行动
- 在友军中服役时，参与了友军与敌对势力（美国为非参战国）的武装冲突

## 外观
银星勋章主体是一个外径38毫米（1.5英寸）的金色五角星，金星的中央是一圈月桂花环，环绕着正中5毫米（3/16英寸）大的银色五角星和金色的射线。勋章的背面刻有“授予行动中的英勇行为”（"FOR GALLANTRY IN ACTION"）字样。绶带宽35毫米（11/8英寸），中央是一条代表荣誉的红条，向外则是交错的蓝白条带。
两次以上获颁银星勋章的陆军和空军人员在佩戴时加佩铜橡叶簇装饰，五枚铜橡叶簇折合一枚银橡叶簇；而海军，海军陆战队，海岸警卫队人员则加佩金星，五枚金星折合一枚银星。

## 女性受勋者
1944年，陆军护士玛丽·罗伯茨中尉、依莱恩·罗伊少尉、丽塔·弗吉尼亚·鲁尔克少尉和艾伦·安斯沃思少尉（追授），因她们在1944年2月10日，安齐奥战役里第33野战医院成功撤离过程中的英勇表现，成为了首度获颁银星勋章的女性。
在接下来的几十年里，都没有女性再获得过银星勋章，直到2005年伊拉克战争，陆军中士蕾‧安‧海絲特因在一次对美军车队的伏击行动中的英勇表现而获颁银星勋章。在2007年，三名曾在一战中服役的女性护士被追授了银星勋章。2008年3月，陆军技能专家莫尼卡·林·布朗因她在阿富汗执行任务中遭袭后，勇敢的救治伤员，并掩护伤员转移到安全地带的行为，获颁银星勋章，成为二战后第二名获得银星勋章的女性。

## 著名受勋者
曾获得银星勋章的著名军人有：
| - 查尔斯·埃文·贝克维兹 - 阿利·伯克 - 林登·约翰逊 - 約翰·麥凱恩 - 卡罗斯·海斯卡克 | - 约翰·克里 - 道格拉斯·麦克阿瑟（七枚） - 乔治·马歇尔 - 马修·李奇微（两枚） - 查克·葉格（两枚） | - 乔治·巴顿 - 乔治·史密斯·巴顿 - 约翰·潘兴 - 诺曼·施瓦茨科普夫 - 克里斯·凱爾 - 賈復旦 | - 呂超然 - 鍾雲 |